# قائمة أسراب طيران القوة الجوية العراقية
السرب هو الشكل الرئيسي لوحدة الطيران في القوة الجوية العراقية (IqAF).
- السرب رقم 1
  - 1931 - تأسست في أبريل في قاعدة هينايدي الجوية الملكية ، حيث كانت تحلق بطائرة دي هافيلاند دي إتش 60 موث. [1]
  - 1932 - وعززت بثلاث طائرات دي هافيلاند بوس موث. [2]
  - 1941 - طيران نسر من قاعدة فرناس الجوية، بالقرب من الموصل. [3]
  - 1948 - بدأ الطيران بطائرة هوكر فيوري في يناير. [4] يستشهد مالوفاني بمقابلة أجريت في عام 1992 بمناسبة الذكرى السنوية مع قائد القوات الجوية الفريق الركن مزاحم صعب حسن التكريتي، والذي قال إن السرب الأول أرسل رحلة من طائرات أفرو أنسون إلى قاعدة المفرق الجوية في الأردن أثناء الحرب العربية الإسرائيلية عام 1948، ورحلات من طائرات فوري إلى مطار دمشق وإلى مصر.
  - 1958 - في عملية التحويل إلى de Havilland Venom FB.50 في قاعدة فيرناس الجوية. [5] حلقت طائرات فينوم جنبًا إلى جنب مع طائرات فيوري الأقدم حتى عام 1967 تقريبًا. [6]
  - 1967 - أعلن عن تشغيله على متن طائرة سوخوي سو-7 BMK في ديسمبر. [7]
  - 1973 - مقره في قاعدة الحرية الجوية . تم نشره في مطار دمشق الدولي في 8 أكتوبر. [8]
  - 1974 - تم إعادة تجهيزها بطائرات سوخوي سو-20 . [9]
  - 1995 - تم حلها. [10]
  - 2008 - بدأت في استقبال طائرات سيسنا 172، التي كانت تحلق من قاعدة كركوك الجوية. [11]
  - 2011 - تمت إعادة ترقيم السرب الأول إلى السرب 201 خلال شهر مارس 2011.
  - 2015 - الطيران بطائرة سيسنا 172 من قاعدة علي الجوية. [12]

- السرب الثاني

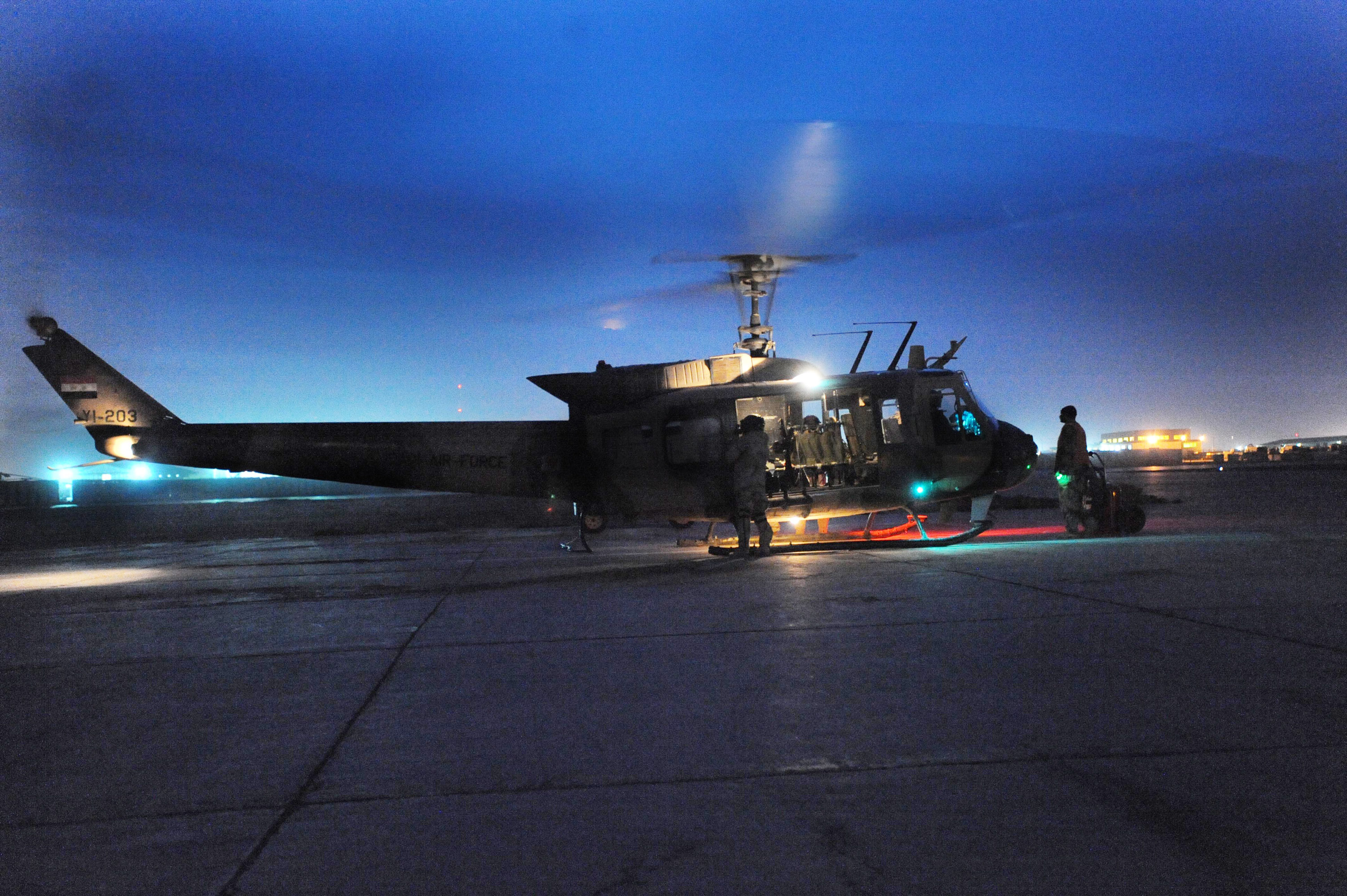
شهادة الطيران الليلي لطواقم طائرات UH-1 من السرب العراقي الثاني

  - 1933 - تأسست في يونيو، وتطير بطائرات دي هافيلاند دراغونز. [13]
  - 1941 - الطيران بطائرتي دي هافيلاند دراغون وفيكرز فينسينت من قاعدة رشيد الجوية. [3]
  - 1958 - أفرو أنسون، ستينسون L-5، سيسنا O-1A ، ويستلاند دراغون فلاي. متمركز في قاعدة رشيد الجوية. [5]
  - 1959 - بدأت في استقبال طائرات Mil Mi-4. [14]
  - 1967 - طيران طائرات ميل مي-4 من قاعدة فرناس الجوية بالقرب من الموصل. [15]
  - 1973 - الطيران بطائرات ميل مي-1 ومي-4 من قاعدة فيرناس الجوية. [8]
  - 2003 - تم حلها. [10]
  - 2004-05 - أعيد تأسيسه في تاجي ليطير بطائرات UH-1 أردنية متبرع بها، لكنه عانى من نقص حاد في قطع الغيار.
  - 2007 - سلمت خمس طائرات هليكوبتر من طراز Huey II تم إعادة بنائها إلى السرب الثاني في تاجي. وعلى مدى الأشهر القليلة التالية، نقلت العديد منهم جواً من حين لآخر إلى قاعدة ناماب وقاعدة فينيكس والمنطقة الخضراء في بغداد لنقل المسؤولين العسكريين العراقيين إلى الجو من أجل مصلحة الصحافة. بالإضافة إلى ذلك، أستخدمت طائرات هيوي لتدريب الطيارين العراقيين. ورغم أن الطائرات المعاد بناؤها كانت مجهزة بالدروع في المصنع، فإنها ظلت ضمن المجال الجوي لقاعدة التاجي خلال الأشهر القليلة الأولى، حيث قام المتمردون بإتلاف أو إسقاط العديد من المروحيات الأمريكية في أسبوعين فقط، في أواخر فبراير/شباط وأوائل مارس/آذار. ولم يتمكن طياران عراقيان من القيام بأولى رحلات السرب الثاني خارج محيط قاعدة التاجي إلا في العاشر من أبريل/نيسان. وتضمنت تلك الطلعات تدريبات بالذخيرة الحية باستخدام مدافع رشاشة مثبتة خارجيًا. وصلت خمس طائرات أخرى إلى قاعدة ناماب في الثاني من مايو، وتم نقل الطائرات الست الأخيرة جواً من الولايات المتحدة في التاسع والعشرين من يوليو، وفي ذلك الوقت كان السرب الثاني قد جمع حوالي 1300 ساعة طيران في مهام التدريب، ونقل الركاب، وحماية البنية التحتية وتقييمها."
  - 2010 - في تاجي مع طائرات بيل يو إتش-1 في نوفمبر 2009 ومايو 2010. [16] [17]
  - لا يدرج موقع Scramble.nl السرب على أنه جاهز للعمل في يناير 2019. تم نقل طائرات UH-1 إلى الجيش في عام 2016 على أبعد تقدير. [18]
- السرب الثالث
  - 1934 - تأسست في أكتوبر، وتطير بطائرات هوكر أوداكس ، والتي أطلق عليها العراقيون اسم نسر. [13]
  - 1941 - طيران نسر من الموصل. [3]
  - 1942 - تم حلها. [19]
  - 1948 - أعيد تأسيسها، وتحليق طائرات دي هافيلاند دوفز . [4]
  - 1951 - استلام طائرات الهليكوبتر Westland WS-51 Dragonfly. [20]
  - 1953 - بدأت في استقبال سفن Bristol Freighters. [21]
  - 1958 - مقره في قاعدة رشيد الجوية . تشغيل طائرات دي هافيلاند دوفز ، وبريستول فرايترز ، ودي هافيلاند هيرون التي كانت تخدم في سلاح الجو الملكي قبل ثورة 14 يوليو. [5]
  - 1962 - بدأت في استقبال طائرات أنتونوف An-12 BPs. كما قامت بتشغيل طائرات أنتونوف An-2 وطائرات الشحن في هذه الفترة. [22]
  - 1964 - تم استلام طائرات Mil Mi-4 ، والتي أستخدمت كوسيلة نقل لكبار الشخصيات. [23]
  - 1965 - نقلت طائراتها من طراز An-12 إلى السرب رقم 23 الذي تم إنشاؤه حديثًا. [24]
  - 1967 - تحليق الحمام والبلشون من قاعدة رشيد الجوية. [15]
  - 1973 - طائرات الحمام والبلشون وتوبوليف تو-124 تحلق من قاعدة موثينا الجوية. [8]
  - 1980 - طيران طائرات لوكهيد جيت ستارز وداسو فالكون 20 من قاعدة موثينا الجوية. [25]
  - 2003 - تم حلها. [10]
  - 2004 - أعيد إنشاءه، وهو يطير بطائرة Comp Air 7 SLX وطائرة الهليكوبتر Bell 206. [26]
  - 2005 - تم الإعلان عن تشغيله في أبريل. [26] بدأ الطيران بطائرة SAMA CH2000 من قاعدة كركوك الجوية. [27]
  - 2008 - بدأ الطيران بطائرة سيسنا 208. [27]
  - 2015 - الطيران بطائرات سيسنا 208 من قاعدة علي الجوية وقاعدة بلد الجوية. [12]
- السرب رقم 4
  - 1937 - تأسست في نوفمبر، وتطير بطائرات غلوستر غلاديتور. [28]
  - 1958 - هوكر فيوري F.1 [5]
  - 1965 - تم إعادة تجهيزها بـ Westland Wessex. [23]
  - 1967 - الطيران على متن طائرة ويسيكس، المتمركزة في قاعدة رشيد الجوية. [15]
  - 1973 - مقره في قاعدة الحرية الجوية، حيث كان يقود طائرتي ويسيكس وإيروسباسيال ألويت الثالثة. [8]
  - 1980 - تحليق طائرات Alouette III و Mil Mi-8 . متمركز في قاعدة المثنى الجوية. [25]
  - 2005-06 - تم تشكيلها في معسكر تاجي، وكان من المقرر أن تتلقى مروحيات بيل هيوي 2. [29]

- السرب رقم 5

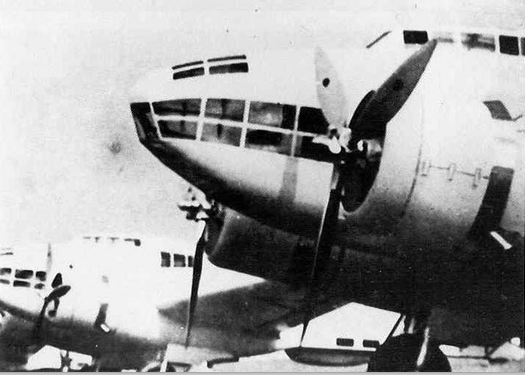
طائرات سافويا ماركيتي SM.79B من سلاح الجو العراقي

  - 1938 - تأسست في قاعدة رشيد الجوية، وتطير بطائرات SM.79B و Breda Ba.65 . [30]
  - 1941 - تم حلها. [19]
  - 1953 - تم إعلان تشغيل الطائرة دي هافيلاند فامبير في أغسطس في قاعدة رشيد الجوية. [31]
  - 1958 - طيران طائرات دي هافيلاند فينوم من قاعدة رشيد الجوية. [5]
  - 1959 - تم الإعلان عن تشغيله على متن طائرة ميكويان-جوريفيتش ميج-17 إف في فبراير. [32]
  - 1965 - تم حلها في ديسمبر. [15]
  - 1968 - أعيد تأسيسه وأعلن تشغيله على متن طائرة سوخوي سو-7 BMK في نوفمبر. [7]
  - 1973 - مقره في قاعدة الحرية الجوية . تم نشره في قاعدة بلي الجوية في سوريا في 8 أكتوبر. [8]
  - 1978 - تم إعادة تجهيزها بطائرات سوخوي سو-22 إم . [33]
  - 1981 - مقره في قاعدة فرناس الجوية، بالقرب من الموصل . [34]
  - 1986 - طيران بطائرات سوخوي سو-22 إم-2/إم-3 من قاعدة علي بن أبو طالب الجوية . [35]
- السرب رقم 6
  - 1939 - تأسست في 31 مايو في قاعدة رشيد الجوية ، وكانت تحلق بطائرات SM.79B التي كانت تعمل سابقًا بواسطة السرب رقم 5. [30]
  - 1941 - تم حلها. [19]
  - 1954 - تم إعادة تنشيط وتشغيل طائرات دي هافيلاند فينوم F.50. [36]
  - 1957 - بدأ الطيران بطائرات هوكر هنتر إف 6 في قاعدة الحبانية الجوية. [37]
  - 1967 - الطيران بطائرة هنتر F.59 من قاعدة الحبانية الجوية. [15]
  - 1973 - تم نقله إلى قاعدة القويسينا الجوية في مصر بين 6 و 8 أبريل، مع السرب رقم 29. هناك، تم تجميعهم في السرب رقم 66 المستقل التابع للقوات الجوية المصرية ، والذي شارك في حرب أكتوبر 1973 العربية الإسرائيلية . [38]
  - 1974 - عاد إلى العراق. [39]
  - 1991 - الطيران بطائرة ميج-29 من قاعدة تموز الجوية . [40]
  - 1995 - تم حلها. [10]
- السرب رقم 7
  - 1940 - تأسست في قاعدة رشيد الجوية ، وتطير بطائرات نورثروب موديل 8A-4 . [30]
  - 1947 - بدأ الطيران بطائرات هوكر فيوري إف.1 من قاعدة رشيد الجوية. [4]
  - 1958 - طيران طائرات فيوري F.1 من قاعدة الحرية الجوية . [5]
  - 1960 - تم إعادة تجهيزها بطائرات ميج-17PF . [41]
  - 1967 - الطيران بطائرات ميج-17F/PF من قاعدة الحرية الجوية. [15]
  - 1973 - تم نشره في مطار الضمير العسكري في 8 أكتوبر. [8]
  - 1975 - تم حلها. [42]
- السرب رقم 8
  - 1959 - تأسست، وتطير بطائرات إليوشن إيل-28 . [32]
  - 1961 - تشغيل طائرات Il-28 من قاعدة رشيد الجوية [43]
  - 1973 - تم تحويلها إلى سوخوي Su-7 BMK، وبدأت العمل كوحدة تحويل تشغيلية لهذا النوع. تم نشره في مطار الضمير العسكري في 9 أكتوبر. [8]
  - 1980 - مجهزة بطائرات Su-7BMK و Su-7UM. متمركز في قاعدة أبو عبيدة الجوية. [44]
  - 1992 - تم حلها. [10]

- السرب التاسع

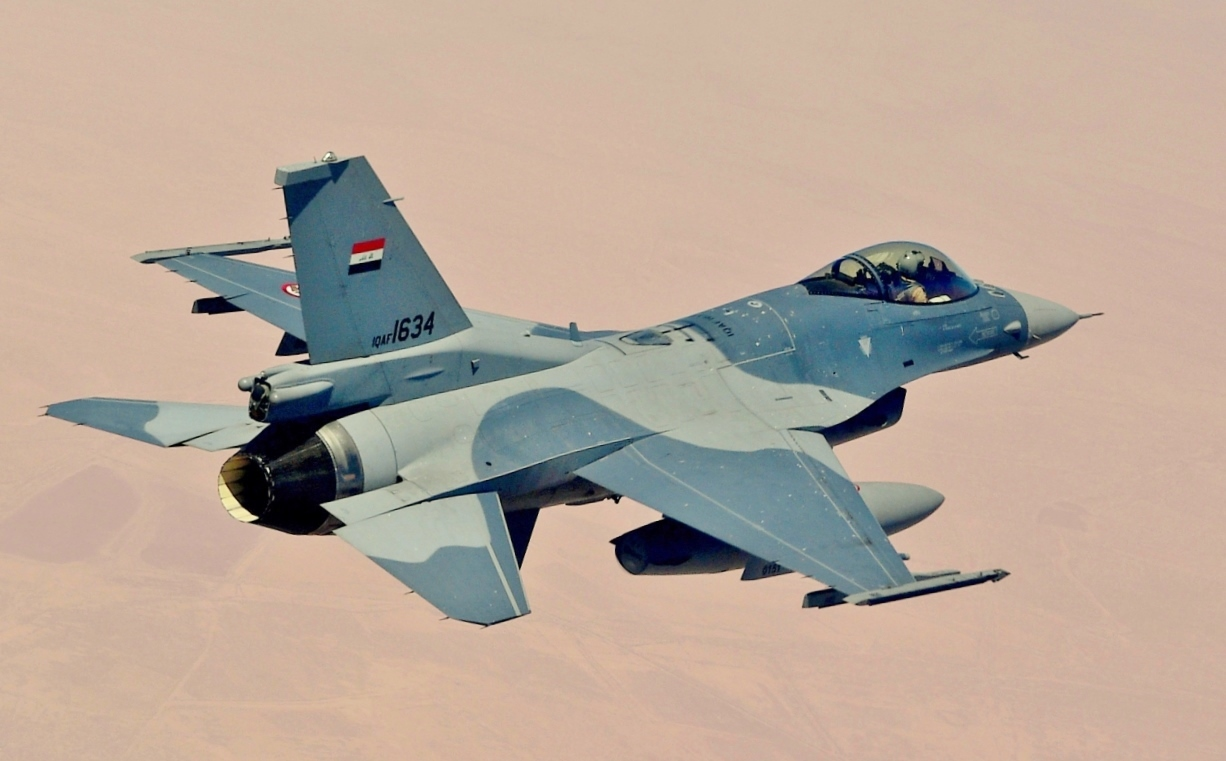
طائرة إف-16 سي تابعة لسلاح الجو العراقي

  - 1961 - تم الإعلان عن تشغيل الطائرة ميكويان-جوريفيتش ميج-19 إس في يونيو. [41]
  - 1967 - العمل على طائرة ميكويان-جوريفيتش ميج-21. [15]
  - 1973 - طيران طائرات ميج-21PFM من قاعدة الوليد الجوية. نشر في مطار الضمير العسكري وقاعدة تسايكال الجوية في 8 أكتوبر. [8]
  - 1974 - تم تحويلها إلى طائرات ميج-21 MF. متمركز في قاعدة رشيد الجوية. [45]
  - 1980 - الطيران بطائرات ميج-21MF، المتمركزة في قاعدة فرناس الجوية بالقرب من الموصل مع مفرزة في قاعدة أبو عبيدة الجوية. [33]
  - 1991 - لا تزال طائرات ميج-21MF تحلق من قاعدة فيرناس الجوية. [40]
  - 1995 - تم حلها. [10]
  - 2015 - أعيد إنشاء هذه الصورة في قاعدة بلد الجوية في يوليو، أثناء تحليق طائرة لوكهيد مارتن إف-16. [46]
- السرب رقم 10
  - 1962 - إنشاء وتشغيل طائرة توبوليف تو-16. [47]
  - 1967 - قيادة طائرات تو-16، المتمركزة في قاعدة التقدم الجوية. [15]
  - 1980 - لا تزال طائرات Tu-16 تحلق في قاعدة التقدم. [25]
  - 1987 - تم الإعلان عن تشغيله على متن Xian H-6 D في ديسمبر. [48]
  - 1992 - تم حلها. [10]
- السرب رقم 11
  - 1962 - ميكويان جورفيتش ميج-21 إف-13. مقرها في شركة التقدم AB. [47]
  - 1972 - تم إعادة تجهيزها بطائرات ميج-21MF. [25]
  - 1973 - مقره في قاعدة رشيد الجوية. تم نشره في قاعدة الناصرية الجوية في سوريا في 12 أكتوبر. [8]
  - 1991 - طيران طائرة ميج-21MF من قاعدة الوحدة الجوية بالقرب من البصرة. [40]
  - 1995 - تم حلها. [10]
- السرب الثاني عشر
  - 2005-06 - عمليات تدريب طيران لطائرة بيل جيت رينجر في معسكر تاجي.
- السرب رقم 14
  - 1966 - تأسست، وتطير بطائرات ميج-21 FLs. [33]
  - 1969 - أعيد تجهيزها بطائرات MiG-21PFM. [33]
  - 1973 - مقره في قاعدة رشيد الجوية. [8]
  - 1979 - بدأ استلام طائرات MiG-21bis. متمركز في قاعدة علي بن أبي طالب الجوية. [33]
  - 1991 - طيران طائرة ميج-21بيس من قاعدة علي بن أبو طالب الجوية . [40]
  - 1995 - تم حلها. [10]
- السرب رقم 17
  - 1966 - تأسست في يناير في قاعدة رشيد الجوية ، وتطير بطائرات ميج 21. [49]
  - 1967 - العمل كوحدة تحويل عملياتية لطائرة ميج-21 من قاعدة التقدم الجوية ، حيث كانت تطير بطائرات ميج-21FL/PFM. [15]
  - 1973 - الطيران بطائرات MiG-21FLs و MiG-21UM التدريبية من قاعدة رشيد الجوية. [8]
  - 1980 - تم تحويلها إلى وحدة عملياتية، تطير بطائرات MiG-21FL/UMs. متمركز في قاعدة الصحراء الجوية . أعيد نشره إلى قاعدة أبو عبيدة الجوية في نوفمبر. [44]
  - 1995 - تم حلها. [10]
- السرب رقم 18
  - 1973 - أنشئ في قاعدة التقدم الجوية. استلمت ست قاذفات من طراز توبوليف تو-22 وطائرة تدريب واحدة من طراز تو-22 يو. [8]
- رقم 21 وحدة التحكم
  - 1980 - تأسست. وحدة تدريب طياري المروحيات المتمركزة في قاعدة صحرا الجوية، والمجهزة بطائرات إيروسباسيال غزال. [44]
- السرب الثالث والعشرون
  - 1965 - تأسست في قاعدة موثينا الجوية، وتطير بطائرات أنتونوف AN-12 . [24]
  - 1973 - مقرها في قاعدة رشيد الجوية، تعمل بطائرات أنتونوف أن-2، وطائرات بريستول فرايتر. [8]
  - 1980 - تشغيل طائرات أنتونوف AN-12 وطائرات أنتونوف AN-24، ولا تزال متمركزة في قاعدة رشيد الجوية. [25]
  - 2005 - أعيد إنشاء القاعدة الجوية علي في يناير، واستقبلت 3 طائرات C-130 Es تابعة للقوات الجوية الأمريكية في نفس الشهر. [50]
  - 2006 - تم نقله إلى قاعدة المثنى الجوية الجديدة في يناير. [51]
  - 2013 - تم استلام ست طائرات جديدة من طراز C-130J-30. [52]
- السرب رقم 24
  - 1973 - العمل على طائرة ميل مي-6 في قاعدة رشيد الجوية. [8]
  - 1980 - تم نقله إلى فيلق طيران الجيش العراقي. [53]
- رقم 27 وحدة التحكم
  - 1980 - تأسست وحدة تحويل عملياتية لطائرات ميج-21 في قاعدة رشيد الجوية في يوليو، حيث كانت تطير بطائرات ميج-21FL/PFM/UM. تم نقله إلى قاعدة الصحراء الجوية في سبتمبر. [44]
- السرب رقم 29
  - 1965 - تأسست في قاعدة الحبانية الجوية، وتطير بطائرات هوكر هنتر. [24]
  - 1973 - تم نقله إلى قاعدة القويسينا الجوية في مصر بين 6 و 8 أبريل، مع السرب رقم 6. هناك، تم تجميعهم في السرب المستقل رقم 66 التابع للقوات الجوية المصرية ، والذي شارك في حرب أكتوبر 1973 العربية الإسرائيلية. [38]
  - 1974 - عاد إلى العراق. سلمت طائراتها الصيادة المتبقية إلى السرب رقم 6، وأعادت تجهيزها بطائرات ميكويان جورفيتش ميج-19 . [39]
  - 1976 - تم إعادة تجهيزها بطائرات ميكويان-جوريفيتش ميج-23 من طراز BNs، المتمركزة في قاعدة علي بن أبو طالب الجوية. [54]
  - 1990 - تشغيل طائرة ميج-23BN من قاعدة علي بن أبي طالب الجوية. [55]
  - 1995 - تم حلها. [10]

- السرب 33

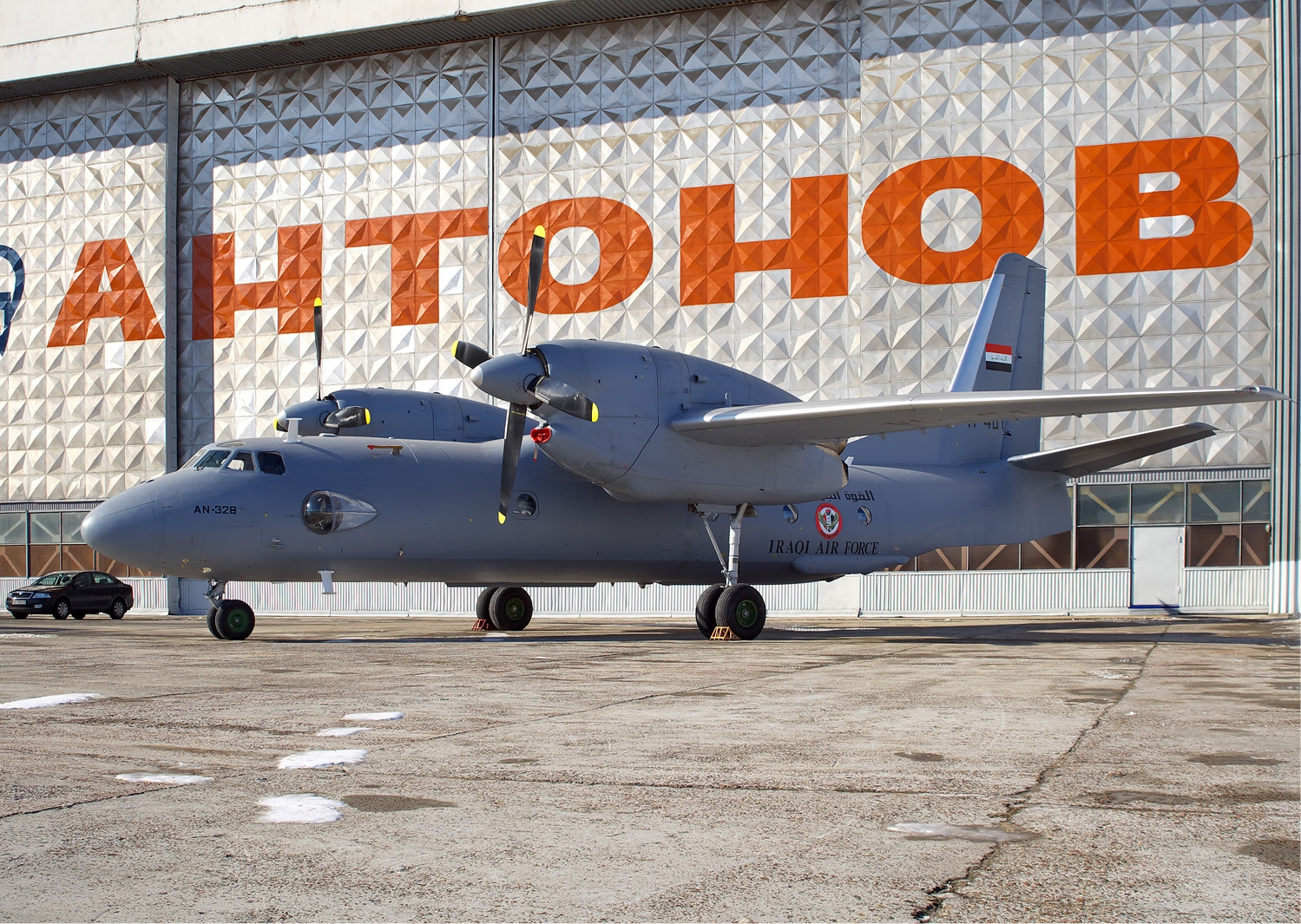
طائرة أنتونوف 32 بي تابعة لسلاح الجو العراقي

  - 1978 - تأسست، وتطير بطائرات إليوشن إيل-76 MD من مطار بغداد الدولي. [25]
  - 2013 - أعيد إنشاءه في مايو، حيث كان يطير بست طائرات أنتونوف AN-32 B من قاعدة المثنى الجوية الجديدة. [56]
- السرب رقم 36
  - 1975 - تأسست في قاعدة التقدم الجوية، وتطير بها ست قاذفات من طراز توبوليف تو-22 وطائرة تدريب واحدة من طراز تو-22 يو. [25]
  - 1990 - تم حلها. [57]
- السرب رقم 37
  - 1979 - تأسست، وتطير بطائرة ميج-21 بي من قاعدة الحرية الجوية. [33]
  - 1991 - الطيران بطائرة ميج-21بيس من قاعدة الحرية الجوية. [40]
  - 1995 - تم حلها. [57]

- السرب رقم 39

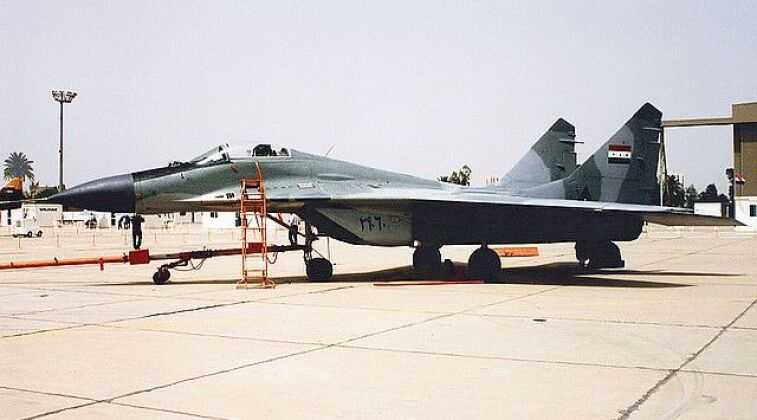
طائرة ميج-29 تابعة للقوات الجوية العراقية

  - 1976 - تم الإعلان عن تشغيله على متن طائرة ميكويان-جوريفيتش ميج-23. [54]
  - 1983 - تم حلها ونقل طائرتها إلى وحدة التحويل التشغيلي رقم 59. [58]
  - 1987 - أعيد تأسيسه، ويطير بطائرات ميج-29 . [58]
  - 1995 - تم حلها. [57]
- السرب رقم 43
  - 1979 - تأسست، وتطير بطائرات Il-76MD من مطار بغداد الدولي. [25]
- السرب رقم 44
  - 1977 - تم تأسيسه في قاعدة الحرية الجوية، وكان يطير بطائرات سوخوي سو-22. [33]
  - 1988 - الطيران بطائرات سوخوي سو-22. [59]
  - 1992 - تم حلها. [57]
- السرب رقم 47
  - 1979 - تأسست في قاعدة الحرية الجوية، وتشغل طائرات ميج-21بيس. [33]
  - 1990 - تم نقله إلى قاعدة الوليد الجوية، ولا يزال يطير بطائرة ميج 21بيس. [33]
  - 1995 - تم حلها. [57]
- السرب رقم 49
  - 1977 - تأسست، وتطير بطائرة ميج-23 BN. متمركز في قاعدة أبو عبيدة الجوية. [60]
  - 1990 - تشغيل طائرة ميج-23BN من قاعدة علي بن أبي طالب الجوية. [55]
  - 1992 - تم حلها. [57]
- السرب رقم 53 - وحدة نقل كبار الشخصيات، التي كانت تشغل خمس طائرات داسو فالكون 50 اعتبارًا من منتصف الثمانينيات. [61]
- رقم 59 وحدة التحكم
  - 1974 - تم تأسيسها كوحدة تحويل عملياتية لطائرات ميج-23، ومقرها في قاعدة التقدم الجوية. [44]
  - 1992 - تم حلها. [57]
- السرب رقم 61
  - 1978-1979 - تأسست، وتحليق طائرة ميل مي-25 [62]
  - 1980 - أعيد تعيينه في سلاح طيران الجيش العراقي. [62]
- السرب 62
  - 2015 - الطيران بطائرة بيلاتوس يو-28أ. [26]
- السرب رقم 63
  - 1985 - تم تجهيزها بطائرة ميكويان-جوريفيتش ميج-23 إم إل، المتمركزة في قاعدة البكر الجوية . [58]
  - 1990 - تشغيل طائرات ميج-23MLs من قاعدة البكر الجوية. [55]
- السرب رقم 66
  - 1978-1979 - تأسست، وتحليق طائرة ميل مي-25 [62]
  - 1980 - أعيد تعيينه في سلاح طيران الجيش العراقي [62]
- السرب رقم 67
  - 1980 - تأسست في قاعدة البكر الجوية ، وتعمل على تطوير طائرة ميج-23MF. [25]
  - 1982 - تحقيق القدرة التشغيلية الكاملة. [25]
  - 1990 - طيران طائرات ميج-23MF من قاعدة تموز الجوية. [55]
- السرب رقم 69
  - 1986 - طيران طائرات سوخوي سو-22إم-3. [63]
  - 1988 - طيران طائرات سوخوي سو-22. [59]
- السرب السبعين
  - 1973 - العمل على طائرات ميج-21 M/MF في قاعدة رشيد الجوية . [64]
  - 1976 - استلمت أربع طائرات استطلاع من طراز ميج-21R. [65]
  - 2004 - أعيد إنشاءه في سبتمبر، وهو يطير بطائرات البحث عن الطيور البحرية من قاعدة البصرة الجوية . [66]
  - 2006-2007 - تم استلام SAMA CH2000s . [27]
  - 2010 - تم نقله إلى قاعدة علي الجوية في أكتوبر. [27]
- السرب رقم 73
  - 1984 - تم الإعلان عن تشغيلها في يوليو على متن طائرة ميكويان-جوريفيتش ميج-23 ML في قاعدة علي بن أبو طالب الجوية. [58]
  - 1990 - تشغيل طائرات ميج-23MLs من قاعدة البكر الجوية. [55]
  - 2002 - العمل من الحبانية AB [67]
- السرب رقم 79
  - 1980 - تم تأسيسها كرقم 79 OCU. [44]
  - 1981 - أعيد تنظيمه ليصبح السرب رقم 79، وأعلن عن تشغيله على متن طائرة داسو ميراج F1 في قاعدة صدام الجوية في سبتمبر. [68]
  - 1988 - لا تزال طائرات ميراج F1 تحلق. [59]
  - 2003 - تم حلها. [57]
- السرب رقم 81
  - 1984 - تم تأسيسه في قاعدة صدام الجوية، ويطير بطائرات ميراج F1. [69]
  - 1988 - لا تزال طائرات ميراج F1 تحلق. [59]
  - 1991 - تم حلها. [57]
- السرب 87
  - 2007-2008 - بدأ الطيران على متن طائرة Beechcraft King Air 350ER لمهام الاستطلاع والتدريب والنقل. متمركز في قاعدة المثنى الجوية الجديدة. [70]
- السرب رقم 89
  - 1982 - تم تأسيسها في قاعدة صدام الجوية في أوائل عام 1982، وتطير بطائرات ميراج إف 1. [71]
  - 1988 - لا تزال طائرات ميراج F1 تحلق. [59]
- السرب رقم 91
  - 1983 - تم تأسيسه في قاعدة صدام الجوية في سبتمبر، حيث كان يطير بطائرات ميراج F1. [72]
  - 1988 - لا تزال طائرات ميراج F1 تحلق. [59]
- السرب رقم 93
  - 1986 - تأسست في قاعدة البكر الجوية، وتطير بطائرات ميكويان-جوريفيتش ميج-23 إم إل. [73] [57]
  - 1990 - تشغيل طائرات ميج-23MLs من قاعدة البكر الجوية. [55]
  - 1995 - تم حلها. [57]
- السرب رقم 96
  - 1984 - تأسست. [57]
  - 1991 - الطيران بطائرة ميج-25 PD من قاعدة تموز الجوية. [74]
  - 2003 - تم حلها. [57]
- السرب رقم 97
  - 1983 - مجهزة بنظام MiG-25 PDS. [75]
  - 1991 - طيران بطائرة ميج-25PDS من قاعدة القادسية الجوية. [40]
- السرب رقم 101
  - 1977 - تأسست شركة سوبر فريلون للطيران بطائرات الهليكوبتر. [76]
  - 1980 - تابعة للبحرية العراقية. [76]
- السرب 109
  - 1978 - تم تأسيسها في قاعدة الوحدة الجوية بالقرب من البصرة ، وتطير بطائرات سوخوي سو-22 . [77]
  - 1986 - الطيران بطائرة سوخوي سو-22إم-4ك من قاعدة الوحدة الجوية. [35]
  - 2002 - تحليق طائرات سوخوي سو 25 من الحبانية. [67]
  - 2003 - تم حلها. [57]
  - 2014 - أعيد إنشاؤها في قاعدة المثنى الجوية الجديدة ، وهي تحلق بطائرات سو-25. [78]
- السرب 115
  - 2015 - تم إعادة إنشائه في قاعدة بلد الجوية في نوفمبر، أثناء تحليق طائرة Aero L-159 ALCA . [79]
- السرب 201 - تدريب، أعيد تسميته من السرب التدريبي الأول في عام 2011. [80]
- السرب 202
  - 2010 - بدأ الطيران على متن طائرة Utva Lasta . [81]
  - 2016 - طيران طائرة أوتفا لاستا من قاعدة علي الجوية. [12]
- السرب 203
  - 2011 - أعيد تعيينه من السرب التدريبي الثالث، حيث كان يقود طائرة T-6A Texan II في أكاديمية تكريت الجوية. [82]
  - 2016 - طيران طائرات T-6A من قاعدة علي الجوية. [12]
- السرب 204 - تأسس في عام 2017، ويطير بطائرة KAI T-50. [80]